# Liste der Nummer-eins-Hits in Polen (2003)
Diese Liste enthält alle Nummer-eins-Hits in Polen im Jahr 2003. Es gab in diesem Jahr 19 Nummer-eins-Alben.
| Alben |
| --- |
| - Anna Maria Jopek & Pat Metheny – Upojenie - 8 Wochen (23. Dezember 2002 – 16. Februar 2003) - Hable con ella (Porozmawiaj z nią) (Soundtrack) - 1 Woche (17. Februar – 23. Februar) - Massive Attack – 100th Window - 1 Woche (24. Februar – 2. März) - Kora – Kora Ola Ola! - 2 Wochen (3. März – 16. März) - Jan Borysewicz & Paweł Kukiz – Borysewicz & Kukiz - 1 Woche (17. März – 23. März) - Verschiedene Interpreten – RMF FM - Moja i Twoja muzyka - 4 Wochen (24. März – 20. April) - Raz, dwa, trzy – Trudno nie wierzyć w nic - 3 Wochen (21. April – 11. Mai) - Ich Troje – The best of... - 4 Wochen (12. Mai – 8. Juni) - The Matrix Reloaded: The Album (Soundtrack) - 1 Woche (9. Juni – 15. Juni) - Metallica – St. Anger - 3 Wochen (16. Juni – 6. Juli) - Kabaret TEY – Kabaret TEY (1971-1980) - 1 Woche (7. Juli – 13. Juli, insgesamt 7 Wochen) - Łzy – Nie czekaj na jutro - 1 Woche (14. Juli – 20. Juli) - Kabaret TEY – Kabaret TEY (1971-1980) - 6 Wochen (21. Juli – 31. August, insgesamt 7 Wochen) - Kayah – Stereo typ - 2 Wochen (1. September – 14. September) - Bajm – Myśli i słowa - 3 Wochen (15. September – 5. Oktober) - Sting – Sacred Love - 1 Woche (6. Oktober – 12. Oktober) - Dido – Life for Rent - 3 Wochen (13. Oktober – 2. November) - Verschiedene Interpreten – Ladies - 4 Wochen (3. November – 30. November) - Hey – Music Music - 2 Wochen (1. Dezember – 14. Dezember) - Anita Lipnicka & John Porter – Nieprzyzwoite piosenki - 8 Wochen (15. Dezember 2003 – 8. Februar 2004) |

Die Angaben basieren auf den offiziellen Albumcharts der ZPAV.